# 최부야
최부야(崔扶野, 1947년 5월 10일 ~ )는 대한민국의 제6대 부산광역시 교육의원이다.

## 학력
- 1965.03 ~ 1968.02 마산고등학교 졸업
- 1983.03 ~ 1988.02 5년제 한국방송통신대학교 행정학 학사 졸업
- 1992.03 ~ 1995.02 부산대학교 행정대학원 행정학 석사 졸업

## 경력
- 1999.01 ~ 1999.07 부산시 교육과학연구원 총무부 부장
- 1999.07 부산광역시교육청 학교운영지원과 과장
- ~ 2003.07 부산광역시교육청 학교운영행정과 과장
- 2004.07 ~ 2006.06 부산광역시 학생교육문화회관 관장
- 2006.06 ~ 2009.08 부성고등학교 교장
- 2010.07 ~ 2014.06 제6대 부산광역시의회 교육위원회 교육의원
- 2010.07 ~ 2012.07 제6대 부산광역시의회 전반기 운영위원회 간사
- 2010.07 ~ 2012.07 제6대 부산광역시의회 전반기 교육위원회 위원
- 2012.07 ~ 2014.06 제6대 부산광역시의회 후반기 운영위원회 간사
- 2012.07 ~ 2014.06 제6대 부산광역시의회 후반기 예산결산특별위원회 위원
- 2012.07 ~ 2012.08 제6대 부산광역시의회 원전안전특별위원회 위원

## 수상
- 1995 국무총리 표창
- 2007 홍조근정훈장

## 역대 선거 결과
|  | 35.68% |

|  | 5.58% |

## 참고 자료
- 공식 블로그
- 최부야 - X
- 최부야 - 페이스북